# Pintado (Uruguay)
Pintado ist eine Ortschaft in Uruguay.

## Geographie
Pintado befindet sich auf dem Gebiet des Departamento Florida in dessen Sektor 3. Der Ort liegt im westlichen Teil des Departamentos am Übergang der Cuchilla de La Cruz in die Cuchilla Grande Inferior. Nächstgelegene Ansiedlungen sind Sarandí Grande im Norden und La Cruz im Südosten. Unweit nördlich des Ortes entspringt der Arroyo Pantanoso, ein rechtsseitiger Nebenfluss des Arroyo de La Cruz, während westlich die Quelle des Arroyo de Pintado und südöstlich diejenigen des Arroyo Sauce Caviloso und des Arroyo Molles (Nebenfluss des Arroyo de Pintado) vorzufinden sind.

## Infrastruktur
Durch den von der Ruta 5 tangierten Ort führt die Bahnstrecke Montevideo–Paso de los Toros.

## Einwohner
Die Einwohnerzahl von Pintado beträgt 170 (Stand: 2011), davon 83 männliche und 87 weibliche.
| Jahr | Einwohner |
| ---- | --------- |
| 1963 | 125       |
| 1975 | 126       |
| 1985 | 102       |
| 1996 | 83        |
| 2004 | 141       |
| 2011 | 170       |

Quelle: Instituto Nacional de Estadística de Uruguay